# Укрдержнацменвидав

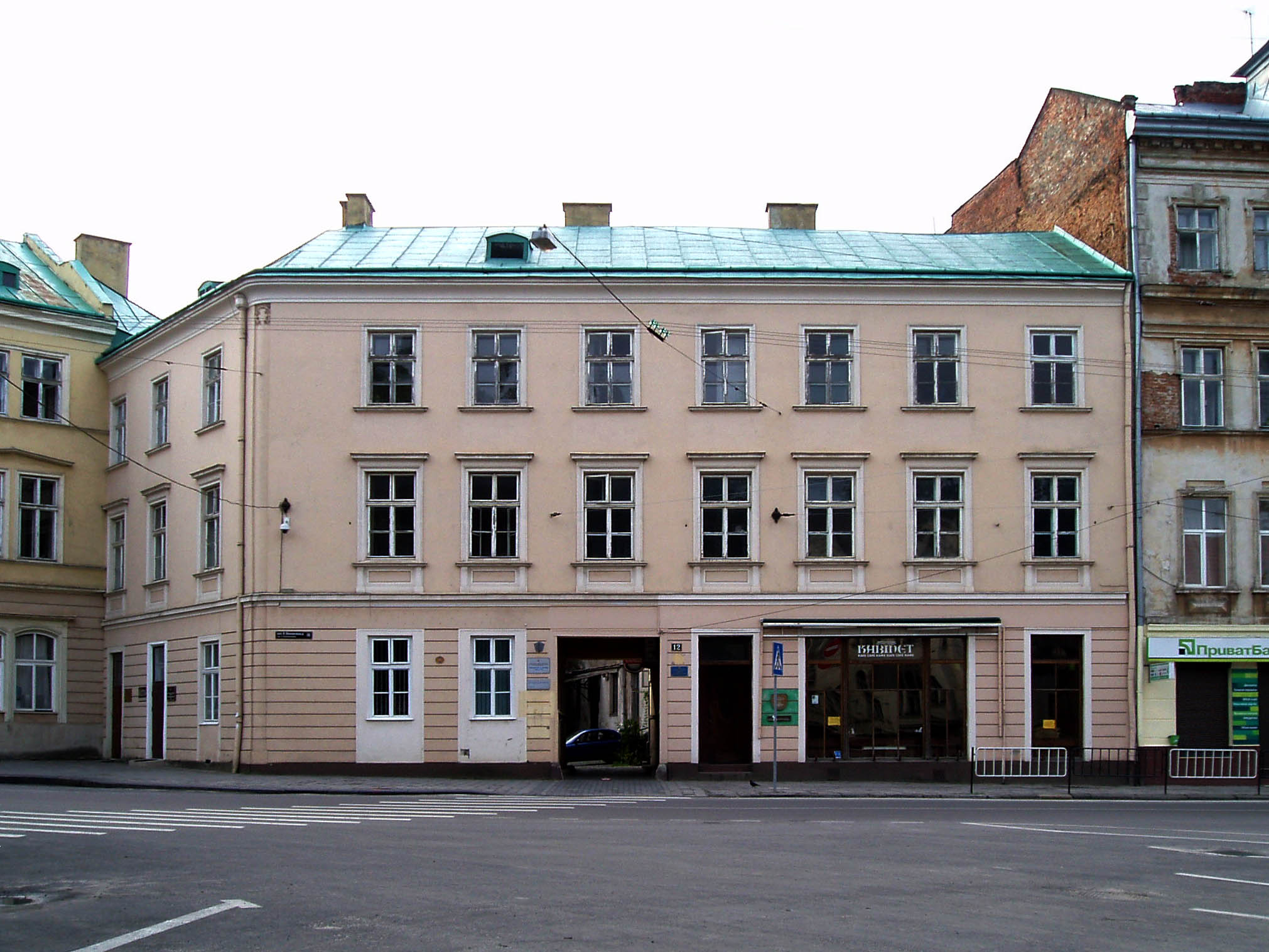
Будинок у якому з 1940 по 1941 рік було Львівське відділення Укрдержнацменвидаву. Вул. Винниченка, 12.

Укрдержнацменвидав (Державне видавництво національних меншостей УРСР) — українське радянське видавництво, яке видавало підручники та іншу літературу мовами національних меншин УРСР.

## Історія
Створене у 1931 році в Харкові на базі реорганізованої Всеукраїнської філії Центрального видавництва народів СРСР при ЦВК СРСР. Діяло спочатку при Президії ВУЦВК, потім при РНК УРСР. З 1934 року в Києві. У різні роки мало філії в Києві, Харкові, Маріуполі, Львові, Чернівцях. Видавало суспільно-політичну, навчальну, художню (у тому числі дитячу) літературу польською, єврейською, німецькою, болгарською, чеською, грецькою (румейською) та іншими мовами, праці з літературознавства. Також перекладало та популяризувало літературу національних меншин УРСР. Припинило існування у липні 1941 року.

## Видання
Видали мовою оригіналу твори радянських письменників: Д. Гофштейна, Л. Квітка, П. Маркіша, Г. Полянкера, М. Хащевацького, І. Фефера, Г. Костоправа, І. Гедикова, Г. Журжера, І. Мавроді, Д. Маркова, Н. Фуклева та інших; зарубіжних письменників, що певний час жили в СРСР: К. Кюлявкова, М. Марчевського, Й. Бехера, В. Бределя, Е. Вайнерта, Ф. Вольфа, А. Курелли, Я. Броневської, В. Василевської, Л. Пастернака, Є. Путрамента та інших; твори Г. Е. Лессінга, Й. В. Гете, Ф. Шиллера, Х. Ботева, І. Базова, А. Константинова, Шолома-Алейхема та інших. У перекладах мовами нацменшостей друкували твори української та літератур народів СРСР і зарубіжних країн.
Виходили газети і журнали:
- єврейською мовою — «Дер Штерн» («Зірка»), «Совєтіше літератур» («Радянська література»), «Юнге гвардіє» («Молода гвардія»), «Октяберл» («Жовтеня»);
- німецькою — «Die Wahrheit» («Правда»), «Die Trompete» («Сурма»);
- болгарською — «Бъди готов!» («Будь напоготові!»), «Колективист» тощо.[2]

### Статистика
- За період з 1931 по 1941 рік видавництво видало близько 40 % усіх книжок на ідиш, виданих у СРСР[3].
- З 1926 по 1941 рік видавництво видало близько 600 книг болгарською мовою загальним тиражем 900 000 примірників[4].
- До 1941 року Львівське відділення Укрдержнацменвидаву було головним видавцем польськомовної літератури в СРСР[5].